# Dimorphocladon borneense
Dimorphocladon borneense är en bladmossart som beskrevs av Hugh Neville Dixon 1922. Dimorphocladon borneense ingår i släktet Dimorphocladon och familjen Hookeriaceae. Inga underarter finns listade i Catalogue of Life.